# Brutal Bands
Brutal Bands ist ein US-amerikanisches Independent-Label aus Maplewood, Minnesota, das am 13. September 2002 gegründet wurde und sich auf Death Metal und andere Genres des extremen Metals (u. a. Goregrind, Grindcore) spezialisiert hat. Tochterlabel ist das inzwischen aufgelöste Extreme Underground.
Brutal Bands hat Verkaufspartner in Nordamerika und Europa. Downloads werden weltweit angeboten.

## Veröffentlichungen (Auswahl)
- Element – The Energy (2010)
- Amagortis – Instrinsic Indecency (2010)
- Amagortis – Pre-Natal Cannibalism (2010)
- Devourment – Unleash the Carnivore (2009)
- Gorgasm – Orgy of Murder (2011)
- Incidious Decrepancy – Extirpating Omniscient Certitude
- Destroying Divinity – Dark Future (2010)
- Guttural Secrete – Reek of Pubescent Despoilment (2009)